# Swartzia langsdorffii
Swartzia langsdorffii là một loài thực vật có hoa trong họ Đậu. Loài này được Raddi miêu tả khoa học đầu tiên.

## Hình ảnh

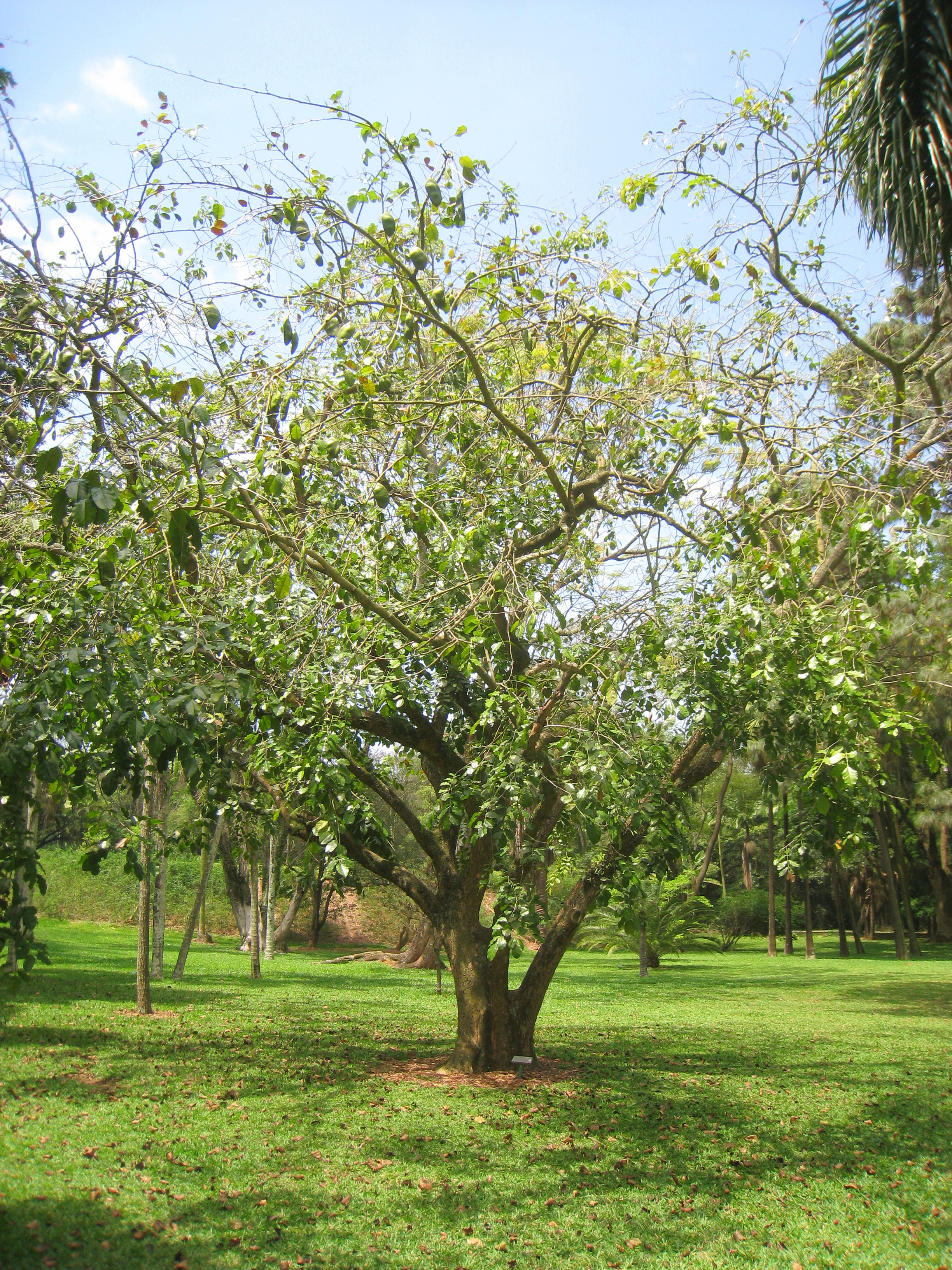